# Mikołaj Witliński
Mikołaj Witliński (Gdynia, 2 de diciembre de 1996) es un jugador de baloncesto que posee la nacionalidad polaca. Su estatura oficial es de 2,07 metros y juega en la posición de ala-pívot. Actualmente está sin equipo tras formar parte de la plantilla del Club Melilla Baloncesto de la Liga LEB Oro. Además, es internacional absoluto por la Selección de baloncesto de Polonia.

## Trayectoria
Mikołaj Witliński se inició en el mundo de la canasta en las categorías inferiores del GTK Gdynia de su localidad natal. Con solo dieciséis años firmó su primer contrato profesional con el SMS PZKosz Wladylawowo de la segunda división polaca, donde estuvo durante dos campañas. 
En 2013 irrumpe en la primera división de Polonia gracias al Anwil Wloclawek, pasando a jugar en el AZS Koszalin en la 2015/16, donde comenzó a destacar como uno de los jugadores con mayor progresión de su país. Ello hizo que el Asecco Arka, el club más importante de Polonia, pusiera los ojos en Witliński y los incorporara a su equipo en el verano de 2016. Con el conjunto de Gdynia jugó tres campañas, llegando a debutar en la campaña 2018-19 en la Eurocup. En la temporada 2018-19 solo disputó diez partidos debido a una lesión. 
En agosto de 2019, llega a España para reforzar al Club Melilla Baloncesto de Liga LEB Oro, firmando un contrato para la temporada 2019-20. Meses más tarde, en noviembre de 2019 el jugador polaco deja de formar parte de la disciplina azulina.